# ایستگاه راه‌آهن وورو
ایستگاه راه‌آهن وورو (استونیایی: Võru raudteejaam) یک ایستگاه راه‌آهن قدیمی در شهر وورو، استونی بود که در سال ۱۸۸۹ میلادی تاسیس شده. این ایستگاه از سال ۲۰۱۴ هیچ خدماتی ارائه نمیکند.